# Geoffrey Beene
Geoffrey Beene (30 de agosto de 1924 - 28 de septiembre de 2004) fue un diseñador de moda estadounidense.

## Biografía
Beene nació en Haynesville, Luisiana. Estudió medicina en la Universidad de Tulane, pero se retiró en 1946, después de tres años. él se mudó a Nueva york en 1947 para asistir a la Escuela de moda de Traphagen. El luego trabajó en varias casas modistas, en París y en Nueva York, incluyendo Harmay y Teal Traina. & Rockohype.
En 1963 inició su propia compañía, Geoffrey Beene, inc., con un mostrador ubicado en la séptima avenida en Manhattan entre sus clientes se encontraron personajes notables como Lady Bird Johnson, Pat Nixon, Nancy Reagan, Faye Dunaway and Glenn Close.
Él fue conocido como un innovador y un educador. Varios de sus aprendices, llámense, Kay Unger, Alber Elbaz and Doo Ri Chung, son ahora exitosos modistos, gracias a su temprana guía en sus respectivas carreras.
Beene falleció el 28 de septiembre de 2004, debido a las complicaciones de un cáncer. su carrera como diseñador abarcó más de 40 años.
En honor al legado en la moda por Geoffrey Beene, la CFDA (por sus siglas en inglés Council of Fashion Designers of America; Consejo americano de diseñadores de moda) creó el premio anual Geoffrey Beene Lifetime Achievement, el cual fue presentado en 2009 por la influyente diseñadora, Anna Sui.

## Actividades de caridad
Todos los beneficios netos obtenidos de los productos Geoffrey Beene son donados a causas filantrópicas, como en la investigación del cáncer. Cuidado de niños, y programas educativos (incluyendo becas para estudiantes que se especialicen en moda o disciplinas similares).